# 新湖街道 (德州市)
新湖街道，是中华人民共和国山東省德州市德城区下辖的一个乡镇级行政单位。

## 行政区划
新湖街道下辖以下地区：
尉署社区、南龙社区、康乐社区、北园社区、罗南社区、桥口社区、丰华社区、顺城社区、小锅市社区、状元府社区、青龙桥社区、城隍庙社区、胜利社区、马庄社区、南关社区、柴市社区、南市社区、马市社区、南营社区、张庄社区、荣庄社区和北营社区。